# میدل‌هارنیس
میدل‌هارنیس (به هلندی: Middelharnis) یک منطقهٔ مسکونی در هلند است که در خوری-افرفلاکی واقع شده‌است. میدل‌هارنیس ۶٬۷۸۰ نفر جمعیت دارد.